# 加藤隆志
加藤 隆志（かとう たかし、1971年9月20日 - ）は、東京スカパラダイスオーケストラの現メンバー（ギター担当）。ミュージシャン／ギタリスト。1998年に脱退したメンバーに代わり、サポートギタリストとして参加。2000年1月に同バンドへ正式加入。中村達也のソロ・プロジェクト、LOSALIOSにも参加。2008年には茂木欣一とともにSo many tearsを結成。2010年に柏原譲を迎え、3ピース・バンドとして活動。

## 来歴
鳥取県鳥取市気高町生まれ。鳥取県立鳥取東高等学校卒業。神田外語大学卒業。